# Diego Álvarez (actor colombiano)
Diego Elícer Álvarez Otoya (Bogotá, 23 de abril de 1954 - Ib, 30 de abril de 1993) fue un actor colombiano de cine, teatro y televisión.

## Carrera
La carrera actoral de Álvarez inició en la década de 1980, con su aparición en producciones para la pantalla chica como Don Chinche, Amándote, Los pecados de Inés de Hinojosa y Romeo y buseta. También participó en producciones cinematográficas como La virgen y el fotógrafo, Visa USA, Con su música a otra parte y Cóndores no entierran todos los días. En 1991 fue encarcelado por problemas relacionados con su adicción a las drogas y tras su liberación continuó con su carrera, integrando el elenco de la exitosa producción teatral Taxi, la que se convertiría en su última aparición en los escenarios ya que volvería a caer en su adicción a las drogas.

### Fallecimiento
La noche del 30 de abril de 1993, Álvarez falleció aparentemente tras arrojarse por la ventana de su apartamento. Versiones posteriores indicaron que el actor pudo haber sido asesinado, ya que se descubrió una conversación telefónica en la que Álvarez rogaba que no lo lastimaran. Debido a este hallazgo, varias personas que se encontraban presentes en su vivienda la noche de su muerte fueron encarceladas y liberadas poco tiempo después al no encontrarse evidencia suficiente. Se demostró que su muerte fue producto de una paranoia producto de su drogadicción ya que el mensaje en su contestadora se debió al haber colgado mal el teléfono dejando la contestadora grabando lo que sucedía en el apartamento; y a su vez las voces grabadas provenían de la televisión que Álvarez tenía encendida hasta el fin de la transmisión.

## Filmografía

### Cine
- 1983 - La virgen y el fotógrafo
- 1984 - Cóndores no entierran todos los días
- 1984 - Con su música a otra parte
- 1985 - Póngale color
- 1986 - Visa USA
- 1987 - sumercé estéreo

### Televisión
- 1985 - Don Chinche
- 1986 - Amándote
- 1987 - Romeo y buseta
- 1987 - Alma Fuerte
- 1988 - La sombra de otra
- 1988 - Los pecados de Inés de Hinojosa
- 1989 - LP loca pasión
- 1990 - Herencia maldita
- 1992 - La Alternativa del Escorpión
- 1993 - La Fuerza del Poder